# Мирний (Думіницький район)
Мирний (рос. Мирный) — селище в Думіницькому районі Калузької області Російської Федерації.
Населення становить 38 осіб. Входить до складу муніципального утворення Присілок Високе.

## Історія
Від 2004 року входить до складу муніципального утворення Присілок Високе.

## Населення
| 2002 | 2010 |
| ---- | ---- |
| 58   | ↘38  |